# Адріан Гарді Гаворт
Адріан Гарді Гаворт (англ. Adrian Hardy Haworth) (19 квітня 1768, Галл, Йоркшир, Англія — 24 серпня 1833, Челсі, Лондон) — відомий англійський ботанік та ентомолог.

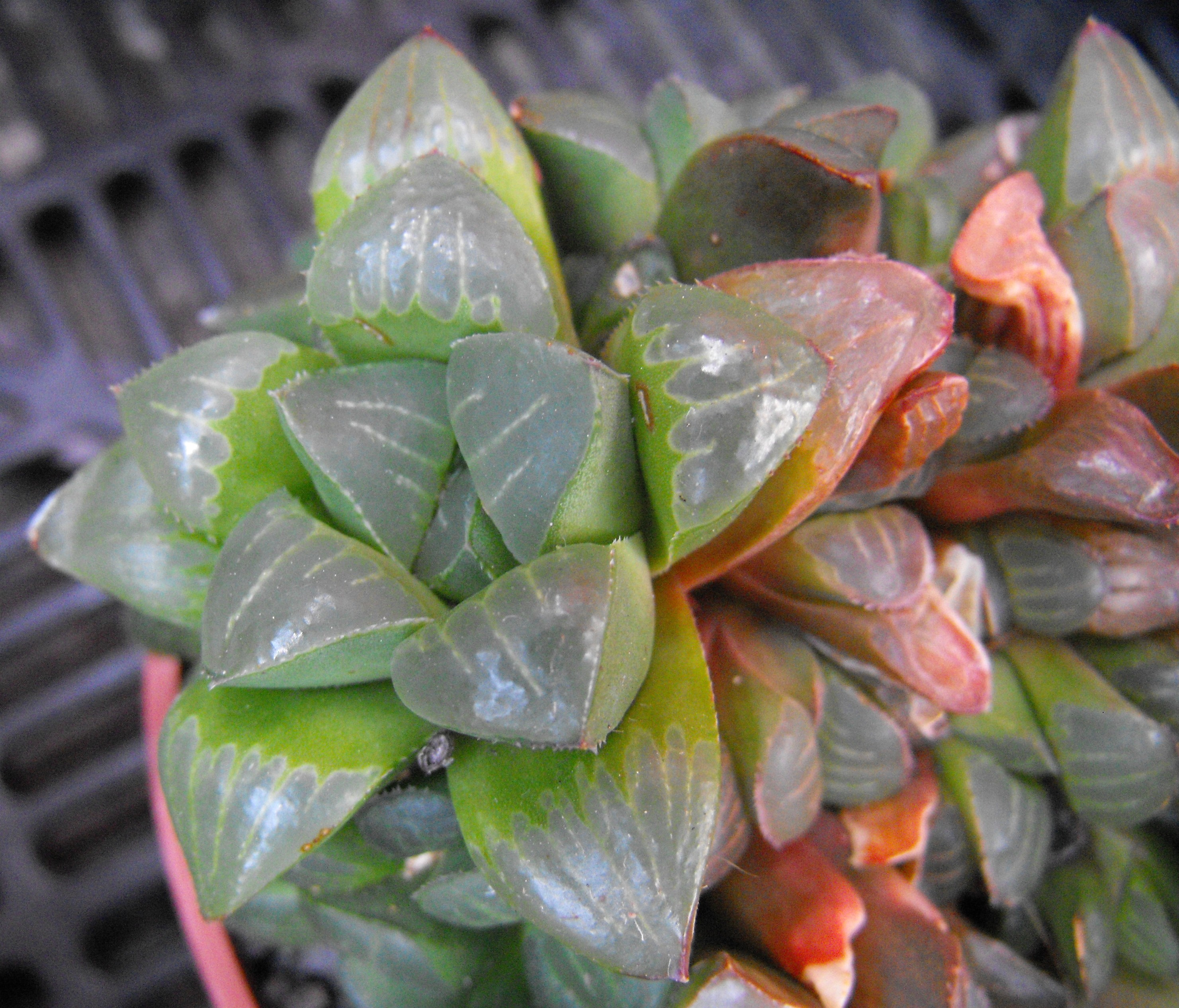
Рід сукулентних рослин Гавортія (Haworthia), названий на честь Адріана Гаворта

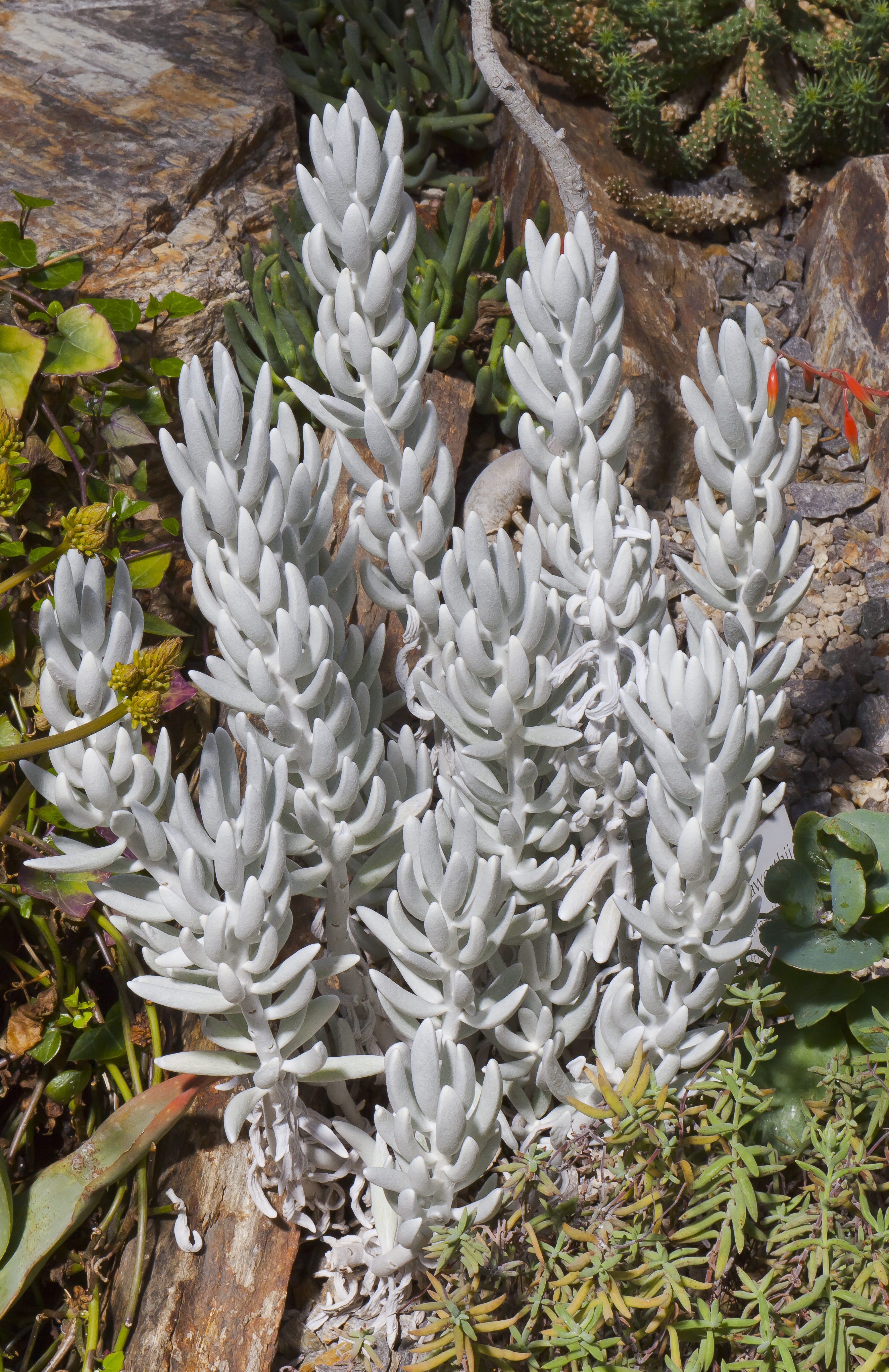
Жовтозілля Гаворта (Senecio haworthii), названий на честь Адріана Гаворта

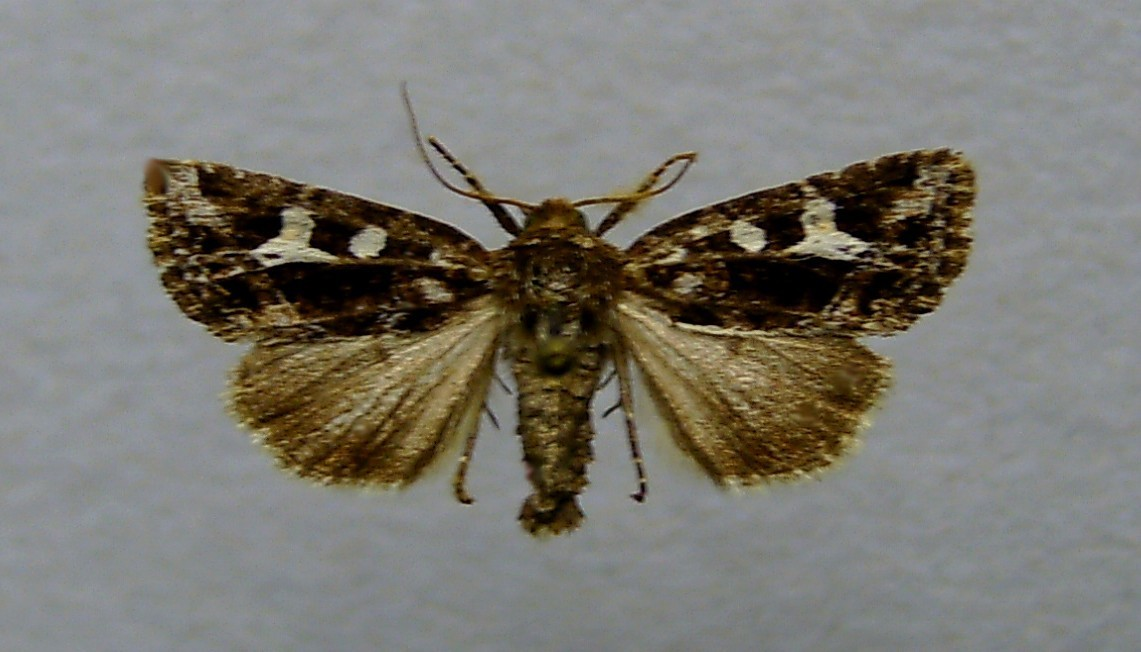
Метелик Celaena haworthii, названий на честь Адріана Гаворта

Народився 19 квітня 1768 в місті Галл, Йоркшир, Англія.
Цікавився ботанікою і ентомологією. Вивчав рідкісні сукуленти, зокрема Кактусові (Cactaceae), Лілійні (Liliaceae) і Мезембріантемові (Mesembryanthemaceae), які вирощував і спостерігав у себе в оранжереї.
Свою першу працю «Observations on the genus Mesembryanthemum» (Спостереження за родиною Мезембріантемових) публікує в 1794 році.
Основна робота «Synopsis Plantarum Succulentarum» була опублікована в 1812 році.
У 1819 році вона була доопрацьована і доповнена і вийшла під назвою «Supplementum Plantarum Succulentarum».
Ним описаний рід Мамілярія (Mammillaria Haw.).
А також:
- Ferocactus latispinus (Haworth) Britton et Rose
- Hatiora salicornioides (Haworth) Britton et Rose ex L. H. Bailey
- Haworthia attenuata (Haworth)
- Haworthia cymbiformis (Haworth) Duval
- Haworthia fasciata (Willdenow) Haworth
- Mammillaria prolifera ssp. prolifera (Miller) Haworth
- Pereskia grandifolia (Haworth)

Гаворт також був автором «Lepidoptera Britannica» (1803—1828) — найавторитетнішої праці з британських метеликів.
Помирає 24 серпня 1833, менш, ніж за 24 години, від холери.
Його ім'ям названо рід сукулентних рослин Гавортія (Haworthia) та вид Жовтозілля Гаворта (Senecio haworthii). У 1829 британський ентомолог Джон Кертіс назвав метелика родини совок на честь Адріана Гарді Гаворта Celaena haworthii.